# The Alarm (новине)
The Alarm су биле анархистичке новине објављиване у америчком граду Чикагу током 1880-их. Недељник је био најистакнутији анархистички часопис на енглеском језику свог времена. Лист је уређивао Алберт Парсонс, коме је контроверзно суђено и који је погубљен као одговор на Хејмаркет аферу из 1886. године.

## Чланци
- Lucy E. Parsons, "A Word to Tramps," The Alarm, vol. 1, no. 1 (Oct. 4, 1884), pg. 1.
- Albert R. Parsons, "Equal Rights," The Alarm [Chicago], vol. 1, no. 7 (Nov. 15, 1884), pg. 2.